# کیو هوسکو
کیو هوسکو (فنلاندی: Keijo Huusko؛ زادهٔ ۵ اوت ۱۹۸۰) بازیکن فوتبال اهل فنلاند است.
از باشگاه‌هایی که در آن بازی کرده‌است می‌توان به باشگاه فوتبال هکن، باشگاه فوتبال لین، باشگاه فوتبال ترومسو، باشگاه فوتبال رووانیمی پالوسئورا، باشگاه فوتبال استرومسگودست، و باشگاه فوتبال واسان پالوسئورا اشاره کرد.
وی همچنین در تیم ملی فوتبال فنلاند بازی کرده‌است.